# میلو باتلر
میلو باتلر (انگلیسی: Milo Butler؛ زادهٔ ۱۱ اوت ۱۹۰۶ – درگذشته ۲۲ ژانویه ۱۹۷۹) یک سیاست‌مدار اهل باهاما بود. وی فرماندار کل باهاما از سال ۱۹۷۳ تا ۱۹۷۹ بوده‌است.